# 鎮南聖神宮
23°28′40″N 120°27′22″E / 23.477741°N 120.456005°E
鎮南聖神宮，俗稱舊孔廟，是位於臺灣嘉義市東區民族里共和市場內的五府王爺廟，為昔日嘉義市舉行祭孔大典的地點，其建物與什家將團被列為嘉義市文化資產。

## 沿革
鎮南聖神宮為乾隆三十八年（1773年）創建的古桃城南門仔鎮南宮，及乾隆五十八年（1793年）創建的文昌閣合祀後總稱。明治三十九年（1906年）梅山地震，嘉義文廟倒毀，政府將文廟原址改建為醫院，孔子聖牌遂移到文昌閣奉祀，期間又一度遷祀到嘉義廣寧宮，昭和十一年（1936年）鎮南聖神宮重建後，聖牌再遷回鎮南聖神宮。
皇民化運動時，廟地被繳作嘉義濟美仁愛之家。當時政府統合六十三間寺廟財產，各寺廟推選代表三至六人，組織代表會成立名為「濟美會」的救濟組織，並集中所有神像於嘉義城隍廟、嘉義九華山地藏庵與鎮南聖神宮。
戰後初期，此廟曾作為嘉義市調解委員會工作之用。今址為嘉義市東區共和路118號，嘉義共和市場內，屬文昌里，有「南門廟」、「舊孔廟」之稱。

## 資產

### 有形資產
廟有名為「嚴禁衙蠹酷索水錢班數碑」的道光十七年（1837年）古碑、昭和十一年（1936年）寫有「萬世師表」之木匾、嘉義市長賴淵平建造名為「仰之彌高」的山水造景、林添木交趾陶作品。
廟內祭祀首任市長賴淵平於1952年捐贈友人所送孔子神像，高約60公分。此雕像平常供奉在後殿，有一年響應迎城隍時手部不慎摔傷，才發現為紙張製成的雕像，由一位從美國返嘉義的八旬長者修復。為防止移動發生毀損，後以新雕孔子木神像參加祭典。
2014年10月5日，廟方招開董監事會討論爭取列為古蹟，但因土地屬嘉義濟美仁愛之家故無法列入，除非支付約新台幣620萬元土地增值稅來拿回土地。提報人高基榮再次提報，於2018年7月2日獲嘉義市政府有形文化資產審議委員會審議公佈成為嘉義市第二十四處歷史建築。
審議委員認為鎮南聖神宮保留很多具文化價值的傳統手工藝術，例如木雕龍柱十分特殊罕見，還有交趾陶大師林添木的作品，且還有無形文化資產傳統表演藝術「拱吉堂」，更襯托出傳統廟宇的完整性。
- 入口
- 嚴禁衙蠹酷索水錢班數碑
- 後殿孔子神像

### 無形資產
該廟的古桃城拱吉堂什家將團被嘉義市政府列為嘉義市文化資產。1951年，拱吉堂什家將創堂人林來得，在南門廟仔地區籌組嘉邑古桃城拱吉堂，依附俗稱「舊南門廟仔」的鎮南聖神宮，成為此宮廟主神五府千歲的駕前什家將團。金枝演社曾透過台北霞海城隍廟牽線，向古桃城拱吉堂學習跳家將。

## 祭祀
諸羅城的祭祀區域共分十六境，其中鎮南聖神宮轄城內三境，嘉義城隍廟轄城內六境，嘉義慈濟宮則為城外七境的境主廟。
廟內還祭祀朱雀觀音，原先是諸羅城南門城上的守護神。過去諸羅城四城門除城門下祭祀土地公外，東門城上供奉關聖帝君，西門城供奉媽祖，北門城供奉玄天上帝，現在這三尊神明分別在嘉邑東門東安宮、嘉義市朝天宮、開甲廟。
鎮南聖神宮為嘉義市1964年以前祭孔典禮的地點，市長會擔任主祭。後因附近漸集結攤商成市造成人車擁擠，當地政府遂另建嘉義孔子廟。
嘉義孔子廟祭孔時，樂儀隊會迎請鎮南聖神宮孔子神像於祭孔大典中觀禮。在釋奠儀式結束後，孔子像會遶境市區，並到民族國小參與敬師活動。

## 外部連結
- 鎮南聖神宮的Facebook專頁